# Perigramma nigricosta
Perigramma nigricosta là một loài bướm đêm trong họ Geometridae.